# Вельке Крштеняни
Вельке Крштеняни (словац. Veľké Kršteňany) — село, громада округу Партизанське, Тренчинський край. Кадастрова площа громади — 13.48 км².
Населення 592 особи (станом на 31 грудня 2020 року).

## Історія
Вельке Крштеняни згадуються 1271 року.

## Населення
| Рік:            | 1994. | 2004.   | 2014.   | 2024.   |
| --------------- | ----- | ------- | ------- | ------- |
| Кількість осіб: | 595   | 621     | 607     | 574     |
| Різниця:        |       | +4,36 % | -2,25 % | -5,43 % |

| Рік:            | 2023. | 2024.   |
| --------------- | ----- | ------- |
| Кількість осіб: | 592   | 574     |
| Різниця:        |       | -3,04 % |